# Allyce Beasley
Pour les articles homonymes, voir Beasley.
Allyce Beasley (Brooklyn, New York, 6 juillet 1964) est une actrice américaine de télévision et de cinéma.

## Biographie
Allyce Beasley de son vrai nom Allyce Tannenberg est née à Brooklyn (New York), fille de Harriet, une comptable et Marvin Tannenberg, un dessinateur.
Elle s'est mariée à Christopher Sansocie en 1970 jusqu'à leur divorce en 1972. De 1985 jusqu’à leur divorce en 1988, elle a été mariée à Vincent Schiavelli (décédé en 2005) et a eu un enfant nommé Andrea Schiavelli. En 1999, elle s'est mariée pour la troisième fois cette fois-ci avec Jim Bosche.

### Carrière dans le doublage
Allyce Beasley a eu une carrière dans le doublage. Elle est probablement plus connue en France pour la voix de madame Alordayne Grotkey dans La Cour de récré. Elle a aussi joué son propre personnage dans Johnny Bravo, plusieurs guests dans La Famille Delajungle, Extrême Ghostbusters et Myster Mask ainsi que certaines voix dans EverQuest II.
Elle a aussi été voix off pour Playhouse Disney dans les années 1990 et 2000.

### Théâtre
Durant l'été 2009, elle a joué dans la comédie musicale The Drowsy Chaperone au Gateway Playhouse à Long Island. Elle y joue Mrs. Tottendale.

## Filmographie
- 1983 : L'Une cuisine, l'autre pas (One Cooks, the Other Doesn't) (TV) : Mrs. Cutler
- 1983 : Garfield on the Town (en) (TV) : Girl Cats 2 and 3 (voix)
- 1984 : The Ratings Game (TV) : Receptionist
- 1985 : Clair de lune (Moonlighting) (TV) : Agnes DiPesto
- 1989 : Alf, saison 4, épisode 16 : Margaret
- 1990 : Douce nuit, sanglante nuit 4 : L'Initiation (Initiation: Silent Night, Deadly Night 4) : Janice
- 1991 : Myster Mask ("Darkwing Duck") (série télévisée) : Tia / Additional Voices (voix)
- 1991 : Motorama : La réceptionniste de la compagnie Chimera Gas
- 1993 : Alarme fatale (Loaded Weapon 1) : Spinach Destiny
- 1993 : Love, Lies & Lullabies (TV) : Cindy
- 1993 : Les Tommyknockers (The Tommyknockers) (TV) : Deputy Becka Paulson
- 1993 : Mise à feu (Wilder Napalm) : Announcer (voix)
- 1994 : Le Jeune ninja 2 (Magic Kid II) : Waitress
- 1996 : Rumpelstiltskin : Hildy
- 1996 : Entertaining Angels: The Dorothy Day Story : Frankie
- 1997 : Last Trip (Dream with the Fishes) : Sophia
- 1997 : La Cour de récré (Recess) (série télévisée) : Miss Alordayne Grotkey (voix)
- 1999 : Stuart Little : Aunt Beatrice Little
- 1999 : The Prince and the Surfer : Constance
- 2001 : La Cour de récré: Vive les vacances (Recess: School's Out) : Miss Alordayne Grotkey (voix)
- 2001 : La Revanche d'une blonde (Legally Blonde) : CULA Advisor
- 2001 : Recess Christmas: Miracle on Third Street (vidéo) : Miss Alordayne Grotkey
- 2001 : Je hais le père Noël (Call Me Claus) (TV) : Telemarketer
- 2002 : Cathedral : Sally
- 2002 : Wishcraft de Danny Graves et Richard Wenk : Mom Bumpers
- 2003 : A Foreign Affair (en) : Library lady
- 2003 : Recess: Taking the Fifth Grade (vidéo) : Miss Grotke (voix)
- 2004 : No Ordinary Hero : Zoe
- 2016 : New York, unité spéciale (saison 17, épisode 13) : Mrs. Weisman

### Séries télévisées
- 2009 : Médium (saison 5, épisode 18) : Ruth Boddicker
- de 1985 à 1989 : Clair de Lune : Agnès Topisto
- 1990: Alf Saison 4 épisode 15: Margaret Tanner
- 2022 New amsterdam saison 4, épisode 19

## Voix françaises
- Elisabeth Fargeot dans :
  - Gotham (2015)
  - Maniac (2018)

- Jeanine Forney dans Clair de lune (1985-1989)
- Brigitte Aubry dans Les Tommyknockers (1993)
- Patricia Legrand dans Bored to Death (2010-2011)
- Frédérique Cantrel dans New Amsterdam (2022)